# Pif Gadget
Pif Gadget era una rivista settimanale francese di fumetti creata nel febbraio 1969 da Éditions Vaillant. Conobbe un periodo di grande successo fra gli anni settanta e gli ottanta.
A partire dal n. 682 del 1982, il titolo diventò "Le Nouveau Pif" fino al 1985. Dal n. 876 del 1986 cambiò nome e tornò al titolo Pif e fino al n.887 spariscono i gadget. 
Nell'ottobre 1983 esce un Pif dedicato alle ragazze. Ha 68 pagine. Contiene un mini-book telefonico e nel corso dell'anno 1984 escono anche tre numeri dello speciale Pif per ragazze.  Nel 1984 Éditions Vaillant propone alle lettrici una nuova rivista: “Filles magazine”. I numeri che arrivano in edicola sono solo da 1 a 4. Questa rivista fu catalogata da Bnf, ISSN-L 0769-5608.
Dal n. 888 ritornarono in edicola i gadget. Il nome di Pif restò fino al 1993. Prima della chiusura del giornale ancora 2 volte cambiò il nome Pif Mensuel nel 1993 e Pif Découverte nel 1993 e contemporaneamente diventò un mensile.
Tra il 1962 e 1993 Editions Vaillant pubblicano il fumetto in versione tascabile (piccolo formato):  Pif Poche,  Pif Poche (Spécial comique) e Pif Poche Spécial,
Le pubblicazioni si interruppero nel 1993 per nove anni.
Il periodico tornò in edicola dal 2004 al 2008 come mensile e con il nome di testata Pif Gadget nuova serie per poi interrompere la pubblicazione nel novembre 2008. Con questa edizione troviamo come collaboratori i fumettisti  Nicolas Tabary, Mathilde Domecq, Jean-Claude Cassini, Jean-Marc Laine, Guy Counhaye, Sébastien Verdier, Antonio Parras e Olivier Fiquet.
Il giornale lo ritroviamo nelle edicole con il nome Super Pif  tra il 2015 e 2017 e nel 2018 con il nome Pif à Déplier ma di questa edizione ne verrà pubblicato solo il numero zero che sarà diffuso essenzialmente alla Festa de l’Humanité, il 14, 15 e 16 settembre 2018. 
Nell'edizione Super Pif dal 2015 al 2017 troviamo come collaboratore del giornale il fumettista Richard Di Martino. Nell'edizione del 2018 troviamo come collaboratore il fumettista Thomas Labourot.
Tra il 2020 e il 2023 una nuova edizione la troviamo in Francia del giornale per ragazzi con il nome Pif Le Mag ma questa edizione non ha mai avuto una cadenza regolare.
Il giornale venne distribuito anche nelle edicole del Canada dai primi anni 70 altro secolo. Dal 1974 in Canada viene pubblicata una edizione autonoma di Pif Gadget. Les Éditions Héritage ha distribuito e pubblicato in Canada dal 1974 Piforama o Super Pif.
Nel laboratorio di disegno di Vailiant Yannick Hodbert portò, l'illustratore e sceneggiatore Michel Motti a realizzare le storie di Pif Gadget. Michel Motti fu il principale,  per quasi trent'anni dal 1973 al 1983, realizzatore delle tavole prima di Pif, poi di Pif le chien e infine del fumetto Pif Gadget.  
Jean Chakir, Jacques Lelievre, Bernard Duc, Christian Goux, Antonio Parras, Jean-René Le Moing, Jean-Marie Nadaud e José de Huéscar, fumettista spagnolo, hanno lavorato, dai primi anni 70, nelle varie edizioni per gli editori che hanno portato in edicola Pif Gadget. 
Questa rivista, nelle varie edizioni, era caratterizzata, in vari periodi, dall'includere un "Gadget" in ogni uscita.
Sulle sue pagine sono state lanciate serie considerate di «culto» come Rahan, Corto Maltese, Gai Luron, Docteur Justice, Pifou, Totoche e Corinne e Jeannot.